# Schmatz (原田知世のアルバム)
『Schmatz』（シュマッツ）は、原田知世の通算6作目のオリジナル・アルバム。1987年7月29日にCBS・ソニーよりリリースされた。

## 概要
帯コピー：“揺れる想い、今、瞬間を越えて伝えたい…。”
タイトルの ”シュマッツ” とは ”幸せの音” を表すドイツ語で、他にも ”美味しいものを食べた時に舌が鳴る音” や ”好きな人の頬にキスをする時の音” などの意味を持つ擬音語の一つ。
11枚目のシングル「逢えるかもしれない」、12枚目のシングル「彼と彼女のソネット」を収録。レコーディングは初めてロンドンで行われており、リミックスも全曲ロンドンで行われた。
LPは今作も見開きのダブルジャケット仕様となっており、ジャケットの撮影は女流写真家の久留幸子が担当している。
また、アルバムの発売を記念して今作と同タイトルのコンサート『'87 CONCERT TOUR ”Schmatz”』も開催された。

## 収録曲

### LP
| 全編曲: 後藤次利。 |                          |                          |           |       |
| #                  | タイトル                 | 作詞                     | 作曲      | 時間  |
| 1.                 | 「片面だけのラブソング」 | 秋元康                   | 後藤次利  | 5:00  |
| 2.                 | 「霧雨のステンドグラス」 | 秋元康                   | 後藤次利  | 5:27  |
| 3.                 | 「2人の休止符」          | 秋元康                   | 後藤次利  | 4:08  |
| 4.                 | 「キスの後の無口が好き」 | 秋元康                   | 後藤次利  | 4:14  |
| 5.                 | 「逢えるかもしれない」   | 澤田直子(応募詩)・松本隆 | 後藤次利  | 4:54  |
| 合計時間:          | 合計時間:                | 合計時間:                | 合計時間: | 23:43 |

| 全編曲: 後藤次利。 |                        |                                       |              |       |
| #                  | タイトル               | 作詞                                  | 作曲         | 時間  |
| 1.                 | 「螺旋状の涙」         | 秋元康                                | 後藤次利     | 4:37  |
| 2.                 | 「サヨナラのない町」   | 許瑛子                                | 後藤次利     | 5:11  |
| 3.                 | 「星屑達の標本」       | 秋元康                                | 後藤次利     | 4:18  |
| 4.                 | 「あしたの人魚」       | 小倉めぐみ                            | 後藤次利     | 5:59  |
| 5.                 | 「彼と彼女のソネット」 | C. Cohen, Wargnier 大貫妙子(日本語詩) | R. Musumarra | 4:33  |
| 合計時間:          | 合計時間:              | 合計時間:                             | 合計時間:    | 24:38 |

### CD
| 全編曲: 後藤次利。 |                          |                                       |              |       |
| #                  | タイトル                 | 作詞                                  | 作曲         | 時間  |
| 1.                 | 「片面だけのラブソング」 | 秋元康                                | 後藤次利     | 5:00  |
| 2.                 | 「霧雨のステンドグラス」 | 秋元康                                | 後藤次利     | 5:27  |
| 3.                 | 「2人の休止符」          | 秋元康                                | 後藤次利     | 4:08  |
| 4.                 | 「キスの後の無口が好き」 | 秋元康                                | 後藤次利     | 4:14  |
| 5.                 | 「逢えるかもしれない」   | 澤田直子(応募詩)・松本隆              | 後藤次利     | 4:54  |
| 6.                 | 「螺旋状の涙」           | 秋元康                                | 後藤次利     | 4:37  |
| 7.                 | 「サヨナラのない町」     | 許瑛子                                | 後藤次利     | 5:11  |
| 8.                 | 「星屑達の標本」         | 秋元康                                | 後藤次利     | 4:18  |
| 9.                 | 「あしたの人魚」         | 小倉めぐみ                            | 後藤次利     | 5:59  |
| 10.                | 「彼と彼女のソネット」   | C. Cohen, Wargnier 大貫妙子(日本語詩) | R. Musumarra | 4:33  |
| 合計時間:          | 合計時間:                | 合計時間:                             | 合計時間:    | 48:21 |

## 参加ミュージシャン
- All Vocals：原田知世
- Keyboards：小林武史, 富樫春生, 倉田信雄
- E.Bass：後藤次利
- E.Guitar & Acoustic Guitar：今剛
- Drums：山木秀夫, 青山純
- Sax：JAKE H. CONCEPCION
- Chorus：原田知世, 広谷順子, RAJIE, Shee Lippell, Janey Hallett
- Synthesizer Operator：迫田到, 藤井丈司

## 参考資料
- 「アイドル時代3社の全音源を、高品質CDでコンプ！」オススメ復刻盤